# Cercopithecus lowei
El cercopiteco de Lowe (Cercopithecus lowei) es una especie de primate catarrino (mono del Viejo Mundo), perteneciente a la familia Cercopithecidae. se encuentra desde Costa de Marfil a Ghana. Estaba previamente clasificado como una subespecies de la mona de Campbell.